# Tiểu sử 12 hoàng đế
De vita Caesarum (tiếng Latinh, tạm dịch: Cuộc đời của các Hoàng đế) còn gọi là Tiểu sử 12 hoàng đế, là một chuỗi tiểu sử của Julius Caesar và 11 vị hoàng đế đầu tiên của Đế quốc La Mã do Gaius Suetonius Tranquillus sáng tác.
Tác phẩm này, viết vào năm 121 dưới thời Hoàng đế Hadrianus, là công trình nổi tiếng nhất của Suetonius - khi ấy là tổng thư ký của Hadrianus, và là văn kiện lớn nhất trong các ghi chép còn sót lại của ông. Nó được dành tặng cho bạn ông là Pháp quan Thái thú Gaius Septicius Clarus.
Tiểu sử 12 hoàng đế được đánh giá rất cao trong thời kỳ Hậu Cổ đại và đến nay vẫn là sử liệu chính về lịch sử La Mã. Cuốn sách bàn luân về thời kỳ Nguyên thủ - một giai đoạn nổi bật và trọng đại của Cổ La Mã - từ khi nền Cộng hòa cáo chung cho đến thời trị vì của Domitianus. Phần lớn các tiểu sử mở đầu với thân thế và sự ra đời của chủ thể, đôi khi còn có những điềm báo liên quan. Suetonius ít viết theo lối chép sử biên niên và tuy có những thông tin chưa thực sự chính xác về các Hoàng đế La Mã, chúng biểu lộ đặc tính và thành tựu, cũng như đức độ và thói xấu của họ, giúp chúng ta có được hiểu biết đúng đắn và sâu sắc về nhìn nhận của người La Mã cổ đối với Đế quyền và cách thức thực thi nó.

## Độ tin cậy
Suetonius đã sử dụng văn thư lưu trữ của đế quốc để nghiên cứu các ghi chép của các tác giả đương thời, những thông tin, và bằng chứng khác để viết nên tác phẩm này, tuy nhiên, các nhà phê bình nói rằng nó được tạo ra dựa trên tin đồn và các trích dẫn của các sử gia, những người đã sống vào thời các vị hoàng đế đầu tiên, chứ không phải dựa vào các nguồn chính vào thời gian đó. Cuốn sách đã mô tả một cách sinh động, đầy đủ với các tin đồn, sự kịch tính và đôi khi gây cười. Đã có nhiều lần tác giả thể hiện ý kiến và kiến thức của mình một cách chủ quan.
Mặc dù ông chưa bao giờ là một Nguyên lão, Suetonius lại đứng về phe của viện nguyên lão trong hầu hết các cuộc xung đột với các nguyên thủ, cũng như quan điểm của các hoàng đế về các nguyên lão. Điều này dẫn đến những thành kiến, có ý thức và vô thức.
Mặc dù vậy, tác phẩm đã cung cấp nguồn thông tin có giá trị về di sản, thói quen cá nhân, hình thức bề ngoài, cuộc sống và sự nghiệp chính trị của các vị hoàng đế La Mã đầu tiên. Nó đề cập đến nhiều chi tiết mà các nguồn khác không có. Ví dụ, Suetonius là nguồn chính về cuộc đời của Caligula, chú của ông Claudius, và di sản của Vespasianus. Suetonius cũng nhắc đến "Chrestus" trong tác phẩm này, có thể ám chỉ "Chúa Kitô". Trong phần nói về Nero, Suetonius đề cập đến một giáo phái được biết đến như là các tín đồ Kitô (xem lịch sử của Chúa Giêsu). Giống như nhiều tác gia cùng thời với ông, Suetonius ghi lại các điềm báo một cách nghiêm túc và cẩn thận bao gồm các ghi chép những điềm báo trước về sự sinh ra của các hoàng đế, sự kế vị và qua đời.

## Các phần trong tác phẩm

### Julius Ceasar
Các chương đầu tiên của phần này hiện nay không còn nữa. Suetonius bắt đầu phần này bằng cách mô tả các cuộc chinh phục của Caesar, đặc biệt là ở Gaul và cuộc nội chiến chống lại Pompey Vĩ Đại. Suetonius đã nhiều lần trích dẫn các câu nói của Caesar. Suetonius cũng ghi lại cả câu nói nổi tiếng của Caesar, "Veni, Vidi, Vici" (Ta đến, ta thấy, ta chinh phục). Trong đoạn nói đến cuộc chiến tranh của Caesar với Pompey, Suetonius trích dẫn lại câu nói của Caesar trong trận chiến mà Caesar gần như đã thua, "Gã này (Pompey) không biết làm thế nào để giành chiến thắng một cuộc chiến tranh."
Suetonius đã mô tả một sự kiện mà sau đó nó sẽ trở thành một trong những điều đáng nhớ nhất của toàn bộ cuốn sách. Trong một lần,Caesar bị hải tặc bắt giữ ở vùng biển Địa Trung Hải. Caesar đã tham gia vào các cuộc tranh luận và thảo luận triết học với những tên cướp biển trong khi bị chúng giam cầm. Ông cũng hứa rằng một ngày nào đó ông sẽ tìm thấy chúng và đóng đinh toàn bộ bọn chúng (đây là hình phạt tiêu chuẩn cho hải tặc trong thời gian này). Khi nghe những tên cướp biển nói rằng ông đáng giá một khoản tiền chuộc là 20 Talent vàng, Caesar cười, và nói rằng ông ta phải có trị giá ít nhất 50 Talent. Cũng như ông đã hứa, sau khi được thả, Caesar bắt những tên cướp biển và đóng đinh bọn chúng.
Trong khi làm thống đốc ở Hispania, Caesar đã từng đến thăm một bức tượng của Alexander Đại đế. Khi ngắm nhìn bức tượng, Suetonius ghi lại rằng Caesar đã gục xuống đến đầu gối của bức tượng, và khóc nức nở. Khi được hỏi rằng có điều gì không ổn, Caesar thở dài, và nói rằng khi mà Alexandos bằng tuổi mình (Caesar), Alexandros đã chinh phục cả thế giới.
Suetonius đã mô tả sự tài năng của Caesar trong việc giành được lòng trung thành và sự ngưỡng mộ của những người lính đối với ông. Suetonius đề cập đến việc Caesar thường coi họ như là "bạn" thay vì là "người lính." Khi một trong những quân đoàn của Caesar bị tổn thất nặng nề trong một trận chiến, Caesar tuyên bố rằng sẽ không cắt tỉa râu tóc của mình cho đến khi ông báo thù cho cái chết của binh lính mình. Suetonius đã mô tả một tình tiết trong một trận hải chiến. Một trong những người lính của Caesar bị cụt mất mất bàn tay của mình. Bất chấp vết thương, người lính này vẫn cố gắng để lên một chiếc tàu của đối phương và khuất phục thủy thủ đoàn của nó. Suetonius cũng đề cập đến cuộc vượt sông Rubicon nổi tiếng của Caesar, (biên giới giữa Ý và Cisalpine Gaul), trên con đường đến Rome của ông để bắt đầu một cuộc nội chiến chống lại Pompey và cuối cùng giành quyền lực.
Sau đó, Suetonius đã ghi lại những cải cách lớn của Caesar sau khi đánh bại Pompey và cướp chính quyền. Một trong những cải cách là sửa đổi lại lịch La Mã. Loại lịch ấy vào thời điểm đó đã sử dụng cùng một hệ thống năm dương lịch và tháng âm lịch mà với loại hiện tại mà chúng ta sử dụng. Caesar cũng đổi tên tháng thứ năm (cũng là tháng sinh của ông) trong lịch La Mã thành July, để tôn vinh mình (năm La Mã bắt đầu vào tháng ba). Suetonius nói rằng Caesar đã lên kế hoạch xâm lược và chinh phục Đế chế Parthia. Các kế hoạch này không được thực hiện do vụ ám sát Caesar.
Suetonius sau đó cũng mô tả hình dáng và cá tính của Caesar. Suetonius nói rằng Caesar bị bán hói.
Trong phần cuối cùng, Suetonius đã mô tả vụ ám sát Caesar. Một thời gian ngắn trước khi ông bị ám sát, Caesar đã nói với một người bạn rằng ông muốn chết một cái chết bất ngờ và ngoạn mục. Suetonius tin rằng có một số điềm báo tiên đoán về vụ ám sát. Một trong số những điềm báo đó là một giấc mơ chói lọi của Caesar trong cái đêm trước khi ông bị ám sát.
Suetonius cũng nói đến điều mà những người khác đã tuyên bố rằng Caesar đã trách cứ Brutus, và hỏi rằng "Cả con nữa sao, con ta?" (σὺ τέκνον-kai su, teknon). Trong tác phẩm Julius Caesar, William Shakespeare viết rằng câu cuối cùng Caesar nói là: Et tu, Brute? ("Kể cả anh sao, Brutus?").
Tuy nhiên, Suetonius đã khẳng định rằng Caesar không nói gì, ngoài một tiếng rên, vì ông đã bị đâm. 

## Các bản dịch và bản in hoàn chỉnh
- Gaius Suetonius Tranquillus, The Twelve Caesars tr. Robert Graves. Harmondsworth: Penguin, 1957, revised by James B. Rives, 2007
- C. Suetoni Tranquilli opera, vol. I: De vita Caesarum libri VIII ed. Maximilianus Ihm. Leipzig: Teubner, 1908.
- Suetonius, with an English translation by J. C. Rolfe. London: Heinemann, 1913-4.